# 187 (liczba)
187 (sto osiemdziesiąt siedem) – liczba naturalna następująca po 186 i poprzedzająca 188.

## W matematyce
- 187 jest liczbą bezkwadratową[1]
- 187 jest sumą trzech kolejnych liczb pierwszych (59 + 61 + 67)
- 187 jest sumą dziewięciu kolejnych liczb pierwszych (7 + 11 + 13 + 17 + 19 + 23 + 29 + 31 + 37)
- 187 jest palindromem liczbowym, czyli może być czytana w obu kierunkach, w pozycyjnym systemie liczbowym o bazie 16 (BB)
- 187 należy do pięciu trójek pitagorejskich (84, 187, 205), (88, 165, 187), (187, 1020, 1037), (187, 1584, 1595), (187, 17484, 17485).

## W nauce
- liczba atomowa unoctseptium (niezsyntetyzowany pierwiastek chemiczny)
- galaktyka NGC 187
- planetoida (187) Lamberta
- kometa krótkookresowa 187P/LINEAR

## W kalendarzu
187. dniem w roku jest 6 lipca (w latach przestępnych jest to 5 lipca). Zobacz też co wydarzyło się w roku 187, oraz w roku 187 p.n.e.